# Кой, Стив
Стив Кой (англ. Steve Coy, 15 марта 1962, Ливерпуль, Англия — 4 мая 2018), барабанщик, менеджер, продюсер и композитор группы Dead or Alive. Присоединился к группе в 1982 году вместе с солистом Питом Бёрнсом. Единственный участник группы, помимо Бёрнса, который был в группе на протяжении всего её существования (имеется ввиду период после смены названия группы на Dead or Alive). Принимал участие в написании многих хитов группы, включая You Spin Me Round (Like a Record). Снимался во всех клипах группы. В отличие от Бёрнса и Джейсона Элбури, никогда не менял причёску, только красил свои рыжие от природы волосы в чёрный цвет. Также принимал участие во всех концертах, играя на барабанах или клавишах. Вместе с Элбури являлся бэк-вокалистом при записи большинства песен группы. Принимал участие в шоу Pete Burns Unspun канала Living, исполняя роль водителя, телохранителя и помощника Пита Бёрнса.
Скончался 4 мая 2018 года после продолжительных проблем со здоровьем.